# Suecia en los Juegos Olímpicos de Albertville 1992
Suecia estuvo representada en los Juegos Olímpicos de Albertville 1992 por un total de 73 deportistas que compitieron en 9 deportes.  
El portador de la bandera en la ceremonia de apertura fue el patinador de velocidad Tomas Gustafson.

## Medallistas
El equipo olímpico sueco obtuvo las siguientes medallas:
| Nombre                                                   | Deporte        | Competición       |
| -------------------------------------------------------- | -------------- | ----------------- |
| Oro                                                      |                |                   |
| Pernilla Wiberg                                          | Esquí alpino   | Eslalon gigante F |
| Plata                                                    |                |                   |
| —                                                        |                |                   |
| Bronce                                                   |                |                   |
| Mikael Löfgren                                           | Biatlón        | 20 km M           |
| Ulf Johansson Leif Andersson Tord Wiksten Mikael Löfgren | Biatlón        | 4 × 7,5 km M      |
| Christer Majbäck                                         | Esquí de fondo | 10 km M           |